# Högadals Idrottssällskap
O Högadals Idrottssällskap, ou simplesmente Högadals IS, é um clube de futebol da Suécia fundado em 1921. Sua sede fica localizada em Karlshamn.
Disputou a primeira divisão em 1962 e terminou na 12º (última) colocação. Na temporada 2009 disputou a Division 4, que corresponde à sexta divisão do futebol sueco.